# Гонсалес, Мойсес
Мойсес Алехандро Гонсалес Торрес (исп. Moisés Alejandro González Torres; род. 22 ноября 2000, Ранкагуа) — чилийский футболист, вингер клуба «О’Хиггинс».

## Клубная карьера
Гонсалес — воспитанник клуба «О’Хиггинс». 30 августа 2020 года в матче против «Депортес Антофагаста» он дебютировал в чилийской Примере. 6 марта 2022 года в поединке против «Аудакс Итальяно» Мойсес забил свой первый гол за «О’Хиггинс». 